# Bills Corpse
«Bills Corpse» es una canción de la banda experimental estadounidense Captain Beefheart and His Magic Band, publicada como parte de su álbum de 1969 Trout Mask Replica. Destaca por su rareza y por ser una de las canciones más extrañas de todo el disco. Se han hecho pocas versiones de esta canción, entre ellas una del cantante Lewis Taylor. Es la octava canción del disco, y dura 1:49.